# 上海市區戰鬥
上海市區戰鬥發生於1937年8月30日－9月11日，地點則是在中國上海市區。是抗日戰爭中淞滬會戰的主要戰鬥之一。交戰一方為守軍之國民革命軍，另一方則為日軍。